# Сава, Ион
Ион Сава (рум. Ion Sava; 1 декабря 1900, Фокшани — 26 октября 1947, Бухарест) — румынский режиссёр, журналист и художник-карикатурист.

## Биография
Армянского происхождения. В 1925 году окончил юридический факультет в Ясском университете и был принят в коллегию адвокатов.
Творческую деятельность начал как журналист и художник-карикатурист. В 1924 году у него состоялась первая выставка карикатур. В начале 1930-х годов он отказался от юридической практики.
В 1931—1937 годах работал режиссёром Национального театра в Яссах. В 1932 поставил пьесу «Симуннул» Ленормана. С 1938 года поселился в Бухаресте, где работал режиссёром столичного Национального театра, трудился и в других театрах Бухареста..
Изучал режиссёрское искусство и систему К. С. Станиславского, B. Э. Мейерхольда, Э. Г. Крэга, М. Рейнхардта, А. Антуана.
В 1932—1935 годах ставил пьесы Л. Пиранделло, К. Фаррера, В. Сарду, Б. Шоу и др.
Й. Сава — режиссёр-новатор, постоянно искавший новые средства художественной выразительности (в спектакле «Ширма» Мюссе (1931) использовал симультанные декорации; поставил «Соколиный род» Садовяну (1935), как монументальную фреску, и др.).
В 1938—1945 года поставил «Шесть персонажей в поисках автора» Л. Пиранделло, «Наш городок» Т. Уайлдера, «Проклятая дельта» Л. Бромфильда, «Макбет» Шекспира, водевиль «Соломенная шляпка» Э. Лабиша, комедию «Ревность» Саши Гитри и др.
Умер 26 октября 1947 года от тяжёлой болезни, находясь на излечении в санатории.